# Corythoderus
Corythoderus is een geslacht van coprofage kevers uit de familie bladsprietkevers (Scarabaeidae). De wetenschappelijke naam van het geslacht is voor het eerst geldig gepubliceerd in 1845 door Johann Christoph Friedrich Klug.
Deze kleine kevers zijn termitofiel, wat betekent dat ze afhankelijk zijn van termieten tijdens hun levenscyclus of een deel ervan. Ze leven als gast van de termieten (voorzover bekend steeds uit het geslacht Odontotermes) in hun nesten en heuvels in Afrika en zuid-Azië. Ze voeden zich wellicht met de schimmels die de termieten ondergronds kweken en/of met hun uitwerpselen. De termieten ondervinden geen nadeel van de aanwezige kevers, en vice versa.
Klug beschreef de soort Corythoderus loripes uit Ethiopië.  Corythoderus gibbiger en Corythoderus braminus komen voor in Azië (India). C. gibbiger is er aangetroffen in nesten van Odontotermes wallonensis en Odontotermes brunneus; C. braminus in een nest van Odontotermes obesus.